# 첸쉐썬
첸쉐썬(錢學森, Qián Xuésēn, 1911년 12월 11일 ~ 2009년 10월 31일)은 중국의 항공역학 연구자, 우주 과학자이다.

## 소개
중국의 동기동력학자로 , 중국 저장성 항저우시에서 태어나 상하이의 자오퉁대학 기계공학과를 졸업한 뒤 미국 메사추세스 캘리포니아공과대학에서 박사학위를 받았다. 중국의 핵개발 에 기여하고 , 둥펑 , 실크웜 등의 미사일 개발에 기여하였으며 , 창정 1 호를 직접 설계하고 중국의 1 세대 우주 프로그램을 이끌었던 천재 공학자이다. 하지만 미국에서 중국으로 돌아간 뒤 대약진운동 에 한몫했을 뿐 아니라 , 권력 지향적인 모습을 보여 "과학자가 아니라 정치인 "이라는 비판도 받았던 인물이다.

## 수상
- 1991년 국무원과 중앙군사위원회로부터 중국 과학자의 최고 영예인 '국가걸출공헌과학자' 상을 받은 데 이어 1999년 양탄일성공훈포장을 받았다.
- 미국과 수교한 1979년 캘리포니아공과대학으로 '우수동문상 '을 받았고 , 2006년 '중국 우주항공사업 50년 최고영예상' 을 받았다.

## 업적
- 1960년 근거리지대지미사일 '둥펑[東風] 1호' 발사에 성공
- 1964년 원자폭탄 실험
- 1967년 수소폭탄 실험을 지휘
- 1965년 인공위성 제작에 착수하여 1970년 4월 중국 최초의 인공위성 '둥펑훙[東方紅] 1호' 발사에 성공

## 주요 저서
첸쉐썬의 저서로는
- 《물리역학강의 物理力學講義》(1962)
- 《우주항행개론 星際航行槪論》(1966)
- 《기체동력학 제방정식 氣體動力學諸方程》(1966)
- 《공정제어론 工程控制論》(1980)
- 《인체과학과 현대과학기술론 論人體科學與現代科技》(1998)
- 《첸쉐썬문집 錢學森文集》(1991) 등이 있다.

## 생애
저장성 항저우시에서 태어났다. 상하이 자오퉁 대학에 진학하여 재학하던 중, 의화단 사건의 후폭풍으로 청나라가 미국에 지불하게 된 배상금 중 일부를 이용하여 미국이 만든 경자배상장학금(중국어: 庚子賠款獎學金, 영어: Boxer Indemnity Scholarship Program) 수혜자로 선정되어 1935년에 미국의 매사추세츠 공과대학교에 유학했다. 1939년에는 캘리포니아 공과대학교에서 박사 학위를 취득하였다. 1947년에는 매사추세츠 공과대학교 교수가 되었고, 1949년에는 캘리포니아 공과대학교로 적을 옮겼다.
1950년에 미국 전역을 불어닥친 매카시즘 광풍의 일환으로 반미활동 조사위원회에 의해 공산주의자라는 혐의로 고발당하였고, 결국 같은 혐의로 인해 경찰에 체포되어 연금되었다. 1955년에는 연금에서 풀려난 뒤, 한국전쟁 당시에 중국 인민해방군에게 붙잡힌 미국 공군 포로와 교환 조건으로 중화인민공화국측에 인도됐다. 이후 중국 공산당에 의해 중용되어 1956년에 중국과학역학연구소의 소장이 되었고, 1958년에는 중국과학기술대학 창립에 참가했다. 1959년 8월에는 정식으로 중국 공산당에 입당했고, 이후 중국의 우주개발을 이끌었다.
첸쉐썬은 1991년에 은퇴하고 베이징에서 조용히 여생을 보냈으며, 공산주의자로 몰려 미국에서 당한 수모를 평생 간직했고 때문에 서양인과의 대화를 거부하였다고 한다.
1979년 첸쉐썬은 중국에서 그가 이룩한 항공우주 관련 업적으로 자신의 출신 학교인 칼텍으로부터 칼텍 우수 동문상(Caltech's Distinguished Alumni Award)을 수상하게 되었는데, 이례적으로 이 상만큼은 받았으나 미국을 방문하는 것은 거절했고, 대신 그의 친구 프랭크 마블(Frank Marble)이 미국으로부터 이 상을 가지고 첸쉐썬의 집을 방문하였다. 나아가 1990년대 초 칼텍으로부터 첸쉐썬의 연구 업적을 담은 파일링 캐비닛이 보내졌다.
첸쉐썬은 미국 항공우주학회로부터 초청도 받았으나 거절하고 그가 과거 미국에서 매커시즘에 휩쓸려 가택구금까지 당했던 수모에 대한 공식적인 사과를 원했다. 2002년에 출간된 회고록에서 마블은 첸이 "미국 정부에 대한 믿음을 잃었고(lost faith in the American government)" 그럼에도 "언제나 미국인에 대한 따스한 기억을 간직하고 있었다(always had very warm feelings for the American people)"고 전했다.
2008년 그는 미국의 항공우주 전문지인 《에비에이션 위크 앤드 스페이스 테크놀로지》(Aviation Week and Space Technology)에서 선정한 '올해의 인물'로 뽑혔다.
2009년 10월 31일, 첸쉐썬은 베이징에서 향년 97세로 사망하였다. 그가 사망하고 3년 뒤인 2011년 첸쉐썬을 다룬 전기영화가 제작되어 미국과 아시아에서 동시상영되었다(중국에서는 2012년 3월 2일에 개봉).
첸쉐썬은 1989년에 벌어진 톈안먼 사건 당시에 중국 공산당의 입장을 지지하여 전세계적으로 큰 비난을 받기도 하였고, 중화인민공화국의 핵무기 개발의 핵심에 그가 있었다는 것이 밝혀지면서 첸쉐썬의 명성에 심각한 타격이 가해졌다. 거기다가 문화 대혁명 당시에 마오쩌둥에 반대하던 인물인 장아이핑을 비난하는 성명을 발표하는 등의 기회주의적인 면모를 보여, 천쉐썬이 사망할 당시에는 중화인민공화국 내에서도 그의 죽음을 알리는 소식에 무관심을 표하는 사람들이 많았다.

## 일화
- 중국 공산당은 1950년대 당시 미국의 미사일 개발의 주역이었던 첸쉐썬 박사를 중화인민공화국으로 귀국시켜 우주개발을 시작하려 했지만, 미국 해군은 "첸 박사의 능력은 5개 사단과 맞먹는다. 귀국시키느니 죽이는 게 낫다"며 반대했다. 저우언라이 총리는 한국전쟁에서 붙잡은 미국 공군 조종사 등 고위급 포로 11명을 넘기는 '빅딜'을 통해 1955년에 첸 박사를 귀국시켰고, 마오쩌둥은 첸 박사에게 로켓과 미사일 개발에 관한 전권을 줘 '양탄일성(兩彈一星·미사일과 원자탄, 인공위성)' 개발을 이끌어냈다.[1]
- 천쉐썬은 1958년에 중국 공산당에 의해 시작된 대약진 운동의 자문을 맡은 바 있었다. 당시 그는 농업 생산량의 증대를 위한 이론을 제공하는 역할을 맡았고, 마오쩌둥을 포함한 중국 공산당의 주요 인사들이 그의 재능을 높이 사서 그를 엄청나게 신용하였기 때문에, 천쉐썬이 계산한 결과를 그대로 중화인민공화국의 농업 정책에 반영하기로 결정하였다. 문제는 천쉐썬은 농학이나 생물학을 전공한 인물이 아니었고, 때문에 자신이 전혀 모르는 분야에 관한 연구를 통해 잘못된 계산 결과를 발표해 농업 정책에 반영시키는 우를 범하였다. 결국 중화인민공화국의 농업은 궤멸적인 타격을 입었으나, 정작 당시에는 이런 어처구니없는 농업 실패의 원인을 몰랐기 때문에 천쉐썬이 사망할 때까지 이에 대해 비판을 받은 일은 전혀 없었다.

## 같이 보기
- 우젠슝
- 예치쑨
- 중국 인민해방군 로켓군
- 중화인민공화국의 대량살상무기
- 중국항천과기집단공사

## 참고자료
- 아이리스 장 "중국 로켓의 아버지 첸쉐썬"(원제: thread of the silkworm), 역사인, 2013, ISBN 978-89-967243-3-9